# Monument de Lihula
Le Monument de Lihula est un monument commémorant les estoniens qui se sont battus pour l'Estonie contre l'Union soviétique pendant la Seconde Guerre mondiale, situé dans un musée privé à Lagedi, en Estonie. Le monument est controversé en raison de sa dédicace à ceux qui ont servi dans la Wehrmacht allemande et en particulier dans la Waffen-SS.
Le monument a été déplacé deux fois avant de se retrouver à son emplacement actuel. Il est initialement dévoilé à Pärnu en 2002, mais est démonté seulement neuf jours après, le Premier ministre Siim Kallas ayant condamné la statue,. La statue est ensuite installée à Lihula en 2004, pour finalement être dévoilée à Lagedi le 15 octobre 2005.

## Description
Le monument représente un soldat en uniforme militaire, avec un casque allemand, le drapeau estonien au poignet et le symbole  de la Croix de la Liberté sur le col. Il n'y a pas de symboles purement nazi sur le monument,,. Il se compose d'un bas-relief en bronze et d'une tablette montés sur une dalle de granit verticale. La tablette indique: "Aux hommes estoniens qui ont combattu en 1940-1945 contre le bolchevisme et pour la restauration de l'indépendance de l'Estonie".

## Controverse
Comme la dédicace inclut ceux qui ont servi dans le régiment d'infanterie finlandais 200, la Wehrmacht et en particulier la Waffen SS, un certain nombre d'organisations la condamnent; plus particulièrement, le Centre Simon Wiesenthal qui publie une protestation officielle déclarant que le monument glorifie "ceux qui étaient prêts à sacrifier leur vie pour aider à remporter la victoire de l'Allemagne nazie". Ilmar Haaviste, chef de l'Association des vétérans estoniens, qui a combattu du côté allemand, déclare qu'il ne regrette pas d'avoir pris l'uniforme allemand, car il y avait un espoir "naïf" qu'une Estonie indépendante puisse être sauvée d'une manière ou d'une autre. Il pense que porter un uniforme allemand ne fait pas de quelqu'un un fasciste et que les deux régimes, nazi et soviétique, étaient tout aussi pervers. Tiit Madisson (en), le gouverneur de la paroisse de Lihula, déclare lors de la cérémonie d'inauguration que les estoniens servant dans l'armée allemande avaient choisi le moindre mal. Le monument suscite l'inquiétude de certains responsables et organisations juifs, dont le grand rabbin d'Estonie et la Fédération des communautés juives de Russie,,.

### Statut des légions baltes
Certains estoniens ont rejoint ces formations volontairement mais la majorité était conscrite par les Allemands. Le procès de Nuremberg, en déclarant les SS comme criminels, exclue explicitement les conscrits dans les termes suivants :
Le Tribunal déclare criminel au sens de la Charte le groupe composé de personnes officiellement acceptées comme membres des SS énumérées au paragraphe précédent qui sont devenues ou sont restées membres de l'organisation en sachant qu'elle était utilisée pour le commission d'actes déclarés criminels par l'article 6 de la Charte ou qui ont été personnellement impliqués en tant que membres de l'organisation dans la commission de tels crimes, à l'exclusion toutefois de ceux qui ont été recrutés par l'État de manière à ne leur laisser aucun choix en la matière et qui n'ont pas commis de tels crimes.
Le 13 avril 1950, un message du haut-commissariat des États-Unis en Allemagne (HICOG), signé par John McCloy au secrétaire d'État, précise la position américaine sur les "légions baltes": elles ne doivent pas être considérées comme "mouvements", "volontaire" ou "SS". En bref, ils n'ont pas reçu la formation, l'endoctrinement et l'initiation normalement donnés aux membres SS. Par la suite, l'US Displaced Persons Commission déclare en septembre 1950 que :
Les unités Baltic Waffen SS (Légions baltes) doivent être considérées comme séparées et distinctes dans leur objectif, leur idéologie, leurs activités et leurs qualifications des membres SS allemands, et par conséquent la Commission les considère comme n'étant pas un mouvement hostile au gouvernement de la États-Unis.

### Préoccupations concernant la glorification nazie
Le monument est considéré comme controversé, y compris par l'ancien Premier ministre Juhan Parts, qui qualifie le monument de Lihula de "provocation". Un certain nombre de rumeurs circulent sur le soldat représenté sur le monument portant le symbolisme nazi et constituant ainsi une tentative de glorification du nazisme. Comme aucun symbolisme de ce type ne figure sur le bas-relief, les rumeurs prennent parfois la forme que ces symboles ont été supprimés entre la première installation et l'actuelle.
Une analyse sémiotique du professeur Peeter Torop (en) de l'Université de Tartu, commandée par le département de police de Lihula pour analyser l'installation, conclut qu'aucun symbole nazi ou SS n'apparaît plus dans le bas-relief. Il souligne que la composition du monument est « indûment militariste », et conclut que le monument peut être qualifié de « grossier ou controversé » compte tenu de sa ressemblance avec les affiches de mobilisation en temps de guerre,. Selon lui, il n'y a pas de fondement à l'hypothèse selon laquelle l'installation du monument constituerait une « incitation à la haine sociale ». En vertu de la législation estonienne, une telle incitation est un crime passible d'une amende ou d'une peine d'emprisonnement pouvant aller jusqu'à trois ans. Le gouvernement conserve toutefois un avis opposé.

## Déplacement du monument
En 2004, peu de temps après son installation, le gouvernement estonien s'oppose au dévoilement du monument et ordonne finalement son retrait. La grue qui arrive pour enlever le monument de Lihula ne peut pas entrer dans le cimetière à cause d'une foule de manifestants. La police anti-émeute est appelée, mais à leur arrivée, les habitants commencent à leur lancer des pierres ainsi qu'au conducteur de la grue. Après un affrontement entre la foule et la police, les personnes sont repoussées à l'aide de gaz lacrymogène et certains policiers sont soignés pour des blessures mineures à l'hôpital.
Après le retrait du monument, il est ensuite placé le 15 octobre 2005 sur le terrain du musée privé de la lutte pour la liberté de l'Estonie (en) à Lagedi près de Tallinn. Le monument n'a plus été déplacé depuis.
Le Parti populaire conservateur d'Estonie déclare vouloir ramener la statue à Lihula,.